# Милан Гашић
Милан Гашић (Крушевац, 13. новембра 1993) бивши је српски је фудбалер.
Гашић је био члан млађих категорија локалних клубова Трајала и Напретка, док је касније, до своје 20. године, као аматер наступао у нижелигашком фудбалу. Јавности је постао познат почетком 2014. године, када је два дана тренирао са екипом Црвене звезде, што је доведено у везу са политичким ангажманом његовог оца, Братислава Гашића.
Своју професионалну каријеру, Гашић је започео у Младости из Лучана, са којом је освојио трофеј Прве лиге Србије, за сезону 2013/14. Касније је променио неколико клубова, те је у периоду од 2015. до 2017. био члан Напретка из Крушевца и Борца из Чачка у савезним ранговима, а међувремену наступао још за Темнић и Колубару као уступљени играч.
Године 2017, Гашић се придружио старијем брату, Владану, у вођењу фудбалског клуба Трајала, прихвативши функцију спортског директора. Клуб се у том периоду такмичио у Зони Запад, 4. степену фудбалског такмичења у српском фудбалу, док је у наредне две сезоне напредовао до Прве лиге Србије. Гашић је током такмичарске 2017/18. забележио 28 наступа и постигао 10 голова у свим такмичењима. Као капитен је одиграо више од сто утакмица у дресу тог клуба, у другом и трећем степену фудбалског такмичења у Србији.

## Каријера

### Почеци
Ја сам у том клубу провео најлепше године у каријери. Јер, мене кад су избацили из Напретка, целу нашу генерацију, неки су и баталили фудбал. Мене звао друг, ’ајде овамо, играмо РИС, омладинску лигу. После тога сам играо ту, био сам најбољи стрелац у омладинцима, као штопер и они мене зову за први тим. То је тада била пета, окружна лига и ту будем најбољи стрелац као бонус играч. Стварно, те лиге и то дружење, то је нешто што у овим професионалним лигама не постоји. Био сам тамо две-три године и било ми је лепо.

—Милан Гашић, о периоду у Јединству из Мудраковца, 2019.
Као рођени Крушевљанин, Гашић је наступао за млађе категорије локалних клубова Трајала и Напретка, док се рекреативно бавио и малим фудбалом. Он је, након тога, прешао у нижелигашки клуб Јединство 1936, са седиштем у градском насељу Мудраковцу, за који је одиграо своје прве сениорске утакмице. Касније је, по одласку на студије у Београд, приступио Земуну, чији је генерални директор у то време био Горан Буњевчевић, где је као играч млађи од 20 година имао право наступа као бонус у Српској лиги Београда. Средином 2013. Гашић је доживео повреду, због чега је пропустио остатак календарске године. Почетком 2014, Гашић се одазвао првој прозивци тадашњег тренера Црвене звезде, Славише Стојановића, пред наставак сезоне у Суперлиги Србије. У клубу се задржао на дводневној проби, након чега је исти напустио из политичких разлога.

### Младост Лучани
Након контроверзи везаних за Миланов боравак у Црвеној звезди, поједини медији пренели су вест да ће он своју каријеру наставити у БСК-у из Борче. Братислав Гашић је крајем јануара 2014. најавио ангажман свог сина у тадашњем члану Прве лиге Србије, Младости из Лучана. Гашић је за екипу Младости дебитовао у 27. колу такмичења за сезону 2013/14, када се нашао у стартној постави против Слоге из Краљева. Исто тако, започео је утакмицу наредног кола, против новосадског Пролетера, док је на претпоследњој утакмици свог клуба у такмичарској сезони, против Јединства Путева из Ужица, у игру ушао уместо Предрага Живадиновића у 82. минуту. Младост је ту утакмицу добила резултатом 4ː1, чиме је математички осигурала прво место на табели и директан пласман у Суперлигу Србије.
Гашић је највећи део сезоне 2014/15. у највишем степену фудбалског такмичења у Србији провео као резервиста, а свој први наступ забележио је у шеснаестини финала Купа Србије, против Чукаричког на Бановом брду. Током зимске паузе и припрема за наставак сезоне, Гашић је задобио повреду хрскавице скочног зглоба, због чега неко време није тренирао са екипом. У Суперлиги Србије Гашић је дебитовао 13. маја 2015, ушавши у игру уместо Небојше Гаврића у другом полувремену сусрета са ОФК Београдом. Неколико минута по свом уласку у игру, начинио је прекршај над Ивицом Јовановићем у 77. минуту, што је за последицу имало досуђен казнени ударац у корист гостујуће екипе и жути картон додељен Гашићу. Након тога, Гашић се по први пут нашао у стартној постави своје екипе у том такмичењу на утакмици претпоследњег кола, против екипе Радничког из Ниша. Његов тим је победио резултатом 1ː0, док је Гашић, као и на претходној утакмици, јавно опоменут. Коначно, Гашић је одиграо свих 90 минута на затварању сезоне, када је Младост гостовала Црвеној звезди.

### Напредак Крушевац
Лета 2015, након окончања сарадње са бившим клубом, Гашић је у медијима најављен као нови играч ОФК Београда, са којим је, сходно тврдњама, требало да потпише четворогодишњи уговор. Са клубом је одрадио први тренинг пред почетак сезоне 2015/16. Касније је прошао прву фазу припрема у Кањижи, током које је одиграо две пријатељске утакмице, против Слоге из Остојићева и Омладинца из Степановићева. Он је, потом, уврштен на списак играча за други циклус на Златибору, али је клуб у међувремену напустио, те није регистрован за такмичење у Суперлиги Србије.
Средином јула 2015, Гашић се вратио у родни Крушевац и приступио Напретку по први пут у сениорској каријери. Са клубом је потписао једногодишњи професионални уговор. Гашић се током првог дела сезоне 2015/16. у Првој лиги Србије, код тренера Богића Богићевића, у званичном протоколу нашао једном и то у другом колу, на гостовању Пролетеру у Новом Саду. Након одрађеног припремног периода са екипом у Анталији, Гашић је на личном фејсбук профилу објавио да клуб напушта због незадовољства статусом који је у том тренутку имао код стручног штаба. Недуго затим, он је прешао у Темнић из Варварина, где је наступао као уступљени играч до краја сезоне. Поред пет утакмица које је одиграо у Српској лиги Исток, Гашић је наступио у финалу купа Расинског округа, који је екипа Темнића освојила победом од 2ː0 над крушевачким Трајалом.

### Борац Чачак
Гашић се средином 2016. прикључио тренинзима Борца из Чачка, пред почетак нове сезоне у Суперлиги Србије. Са екипом је одиграо више припремних утакмица, пре него што је са клубом склопио једногодишњу сарадњу. Услед кадровских проблема у екипи Борца, проузрокованих и повредама и суспензијама неколицине одбрамбених играча, Гашић је за клуб дебитовао код тренера Љубише Дмитровића у 3. колу првенства за сезону 2016/17, нашавши се у стартној постави против Вождовца на крову Тржног центра. Гашић је највећи део августа 2016. провео као резервиста, након чега је у последњим данима прелазног рока прослеђен прволигашу Колубари, до краја календарске године, односно првог дела сезоне.
Током периода проведеног у Колубари, Гашић није наступао у Првој лиги Србије, док је на неким утакмицама тог такмичења био на клупи за резервне играче. За клуб је званично дебитовао у шеснаестини финала Купа Србије, против свог бившег клуба, Младости из Лучана. Гашић је тада одиграо први део сусрета, током којег је јавно опоменут, након чега је уместо њега на терен ушао Богдан Милојевић. Колубара је ту утакмицу изгубила резултатом 4ː0. По повратку у Борац, Гашић је формално остао члан клуба до истека уговорне обавезе, лета 2017. године, али у другом делу сезоне није наступао.

### Трајал

#### Сезона 2017/18: Српска лига Исток
Почетком 2017. Гашић се вратио у фудбалски клуб Трајал, где се прикључио свом старијем брату, Владану у вођењу клуба. Са клубом је тренирао у другом делу сезоне 2016/17. у Зони Запад, али до краја исте није наступао. Он је нешто касније у клубу преузео функцију спортског директора, коју је претходно обављао Иван Драгичевић. Након повлачења капитена Горана Ракића, односно његовог престанка активног бављења фудбалом, Гашић је, претходно преневши регистрациону документацију, надаље наследио улогу носиоца траке. За клуб је дебитовао у 1. колу Српске лиге Исток за сезону 2017/18, против Ртња из Бољевца. Пред крај утакмице 10. кола истог такмичења, против екипе Јединства из Параћина, Гашић је искључен по први пут у сениорској каријери, те је наредну утакмицу пропустио. По повратку на терен, он је постигао свој први погодак на званичној утакмици, када је био прецизан из слободног ударца у 70. минуту утакмице на гостовању Првој петолетки у Трстенику. Гашић је, потом, други пут заредом проглашен најбољим на терену, постигавши оба гола у победи од 2ː1 над екипом Синђелића из Ниша. На тај начин је изабран за најбољег играча 14. кола према Спортском журналу. Победом над екипом Јастепца из Великог Шиљеговца у финалу купа Града Крушевца, 19. априла 2018, Гашић је освојио свој први трофеј као капитен Трајала. Недељу дана касније, 26. априла, Гашић је постигао 4 поготка током полуфиналне утакмице купа Расинског округа, од чега два из пенала, у победи од 11ː0 против Јухора из Обрежа. Недуго затим, Гашић је са Трајалом освојио и то такмичење, победом од 3ː1 против Жупе из Александровца 9. маја исте године. Пехар му је том приликом уручио председник Фудбалског савеза Расинског округа, Драгиша Бинић. У другој сезонској утакмици против Јединства у оквиру 25. кола, Гашић је постигао изједначујући гол у ремију резултатом 1ː1 у Параћину. Он је до краја сезоне постигао још два поготка, против Озрена из Сокобање и Цара Константина, оба из једанаестераца. Освојивши прво место на табели Српске лиге Исток, Гашић се са екипом Трајала пласирао у Прву лигу Србије.

#### Сезона 2018/19: Прва лига Србије
На отварању сезоне 2018/19, Гашић је своју прву утакмицу одиграо против екипе Заплањца из Гаџиног Хана у полуфиналној утакмици купа региона Јужне и источне Србије и том приликом погодио из пенала. Трајал је касније освојио то такмичење после бољег извођења једанаестераца у сусрету са Моравцем из Мрштана. Код тадашњег тренера, Миљојка Гошића, Гашић је такође отпочео и такмичење у Првој лиги Србије као капитен. Дана 12. септембра 2018, Гашић се нашао у постави свог тима на утакмици преткола Купа Србије, против Радничког из Пирота, коју је Трајал изгубио резултатом 1ː0, чиме је елиминисан из даљег такмичења. На утакмици 20. кола Прве лиге Србије, против ивањичког Јавора, Гашић није реализовао једанаестерац, досуђен након прекршаја Немање Миловановића над Милорадом Савићем у казненом простору гостујуће екипе. Јавор је тада победио резултатом 3ː1. Гашић је на утакмици следећег кола, против екипе Металца у Горњем Милановцу, постигао погодак за Трајал у 75. минуту, који је поништен због прекршаја над Иваном Костићем, голманом домаћег тима. У последњем минуту сусрета 25. кола Прве лиге Србије, против екипе Инђије, на ком је Трајал као домаћин забележио победу резултатом 3ː0, Гашићу је показан 4. жути картон у сезони, чиме је суспендован за наредну утакмицу. На утакмици следећег кола, против Телеоптика у Земуну, у постави Трајала заменио га је Милорад Савић, који је истовремено вршио и улогу капитена на тој утакмици. По окончању регуларног дела сезоне, Гашић се са екипом Трајала пласирао у доњи део табеле, која је потом такмичење наставила у доигравању за опстанак. На утакмици 33. кола прволигашког такмичења, против Телеоптика, Гашић је скривио једанаестерац при резултату 1ː0 за свој тим, који Јован Кокир није реализовао. На истој утакмици, Гашић је постигао аутогол, након шута Јована Влалукина, коме је званично и приписан погодак. Гашић је током сезоне одиграо укупно 39 утакмица у свим такмичењима у којима је наступао, постигавши један погодак. Са клубом је по окончању такмичења у Првој лиги Србије остварио пласман на 9. месту на табели.

#### Сезона 2019/20: повреда кичме
Почетком јула 2019. године, Гашић је отпочео припреме за нову сезону у Првој лиги Србије, под вођством тренера Горана Лазаревића. Прве две пријатељске утакмице, против пиротског Радничког и Колубаре, Гашић је пропустио због болова у леђима, изазваних дискус хернијом. Нешто касније му је дијагностикован тежи облик повреде, због чега није тренирао са екипом, иако је отпутовао на завршну фазу припрема у Охриду. Како је и раније имао сличних проблема, Гашић је остао изван такмичарског погона на почетку сезоне. Процес рехабилитације отпочео је у Рибарској Бањи, а први тренинг са екипом одрадио је крајем августа исте године. Гашић се у протоколу званичне утакмице по први пут у сезони нашао на сусрету шеснаестине финала Купа Србије, против сурдуличког Радника, али том приликом није улазио у игру. Након вишемесечне паузе услед опоравка од повреде, Гашић је први званични наступ у сезони 2019/20. уписао у 15. колу Прве лиге Србије, против екипе Смедерева. Он је, том приликом, на терен ушао у 64. минуту, када је заменио Филипа Гогића. У стартну поставу екипе уврштен је за утакмицу 16. кола, када је Трајал гостовао екипи Колубаре у Лазаревцу. Након тога је наступио још против екипе Будућности из Добановаца и Графичара. Услед операције слепог црева, пропустио је зимске припреме и почетак пролећног дела сезоне. Након три одиграна кола у 2020, председник Републике Србије, Александар Вучић, саопштио је 15. марта исте године одлуку о проглашењу ванредног стања на територији читаве државе, услед епидемије вируса корона. У складу с тим, Фудбалски савез Србије је обавестио јавност да су од тог момента отказани сви догађаји под окриљем те организације и да клубови треба да се придржавају даљих упутстава надлежних институција. Фудбалски клуб Трајал је надаље обуставио све активности играчког кадра. Гашић је до краја сезоне тренирао по посебном програму и није наступао на такмичарским сусретима.

#### Сезона 2020/21: повратак у састав
Гашић је у својству спортског директора током лета 2020. представио тренера Горана Лазаревића, који се вратио на клупу Трајала, а затим водио прелазни рок. Услед рестриктивних мера, изазваних пандемијом вируса корона, Трајал није путовао на припреме ван Крушевца, док су две пријатељске утакмице прекинуте због неповољних временских услова. После вишемесечне паузе, коју је направио у претходном првенству, Гашић је прву званичну утакмицу одиграо на отварању такмичарске 2020/21. у Првој лиги Србије. Трајал је тада поражен од екипе Земуна на Стадиону у Горњој вароши, док је Гашић пред крај сусрета реализовао једанаестерац за једини погодак свог тима у поразу резултатом 3 : 1. Иако је пред сусрет наредног кола Гашићев наступ био неизвестан због проблема са леђима, он је одиграо свих 90 минута у минималној победи над екипом Лознице. У завршници утакмице против Колубаре у Лазаревцу, Гашић је искључен, те је тиме суспендован за сусрет 4. кола са Динамом у Врању. После истека суспензије у састав се вратио против екипе Будућности из Добановаца, а у наредном колу, на гостовању ГФК Јагодини, није наступао. Пред крај сусрета са панчевачким Железничаром, у ком је Трајал победио резулатом 2 : 1, Гашић је изашао из игре, а уместо њега је заиграо Душан Пуношевац. Гашић је након тога одиграо свих 90 минута против Дубочице у Лесковцу, где је Трајал поражен минималним резултатом. После те утакмице, Трајал је истим резултатом поражен и од краљевачке Слоге у Крушевцу, после чега је остварио две везане победе, против Радничког у Сремској Митровици, односно београдског Графичара. На све три утакмице, одигране током октобра, Гашићу је показан по жути картон. Како је уз ранију јавну опомену скупио паран број жутих картона, суспендован за меч наредног кола, када је противник Трајала био ИМТ. У међувремену је наступио у шеснаестини финала Купа Србије, после које је даље прошао ТСЦ из Бачке Тополе. У састав се вратио за утакмицу против Радничког из Пирота, али је затим пропустио остатак првог дела сезоне. Екипи се поново прикључио током зимских припрема. У другом делу сезоне по први пут је наступио на сусрету 21. кола Прве лиге, са екипом врањског Динама, који је завршен без погодака. Екипа Трајала је по окончању сезоне испала из такмичења.

#### Каснији наступи
На отварању такмичарске 2021/22. у Српској лиги Исток, Гашић је погодио из пенала за 2 : 0 против екипе Мешева. Са екипом је наступио у претколу Купа Србије, када је Трајал минималним резултатом победио Графичар и пласирао се у следећу фазу такмичења. Поново је успешно реализовао једанаестерац у победи над Тимочанином у 8. колу лигашког такмичења. Екипу је предводио и против Партизана, на Стадиону у Хумској улици у Београду, када је Трајал елиминисан из даљег такмичења у Купу Србије. Због повреде је пропустио други део сезоне. Екипа Трајала је прво место на табели и повратак у Прву лигу обезбедила три кола пре краја, а сезону је завршила без пораза.
Следеће такмичарске године је био пријављен за Прву лигу Србије, али је такође пропустио читаву сезону. Два пута је био у протоколу крајем априла 2023, када је седео на клупи на сусретима с Металцем и Слободом. У новембру 2023. уручен му је урамљен дрес с бројем 4. Гашић је у међувремену именован на функцију спортског директора Јединства 1936.

## Начин игре
Гашић је 191 центиметар високи фудбалер, који се боље служи десном ногом и најчешће наступа на позицији централног дефанзивца. Током периода преведеног у Темнићу, он је такође коришћен и на месту задњег везног играча у одређеним тактичким варијантама. По повратку у Трајал, Гашић је преузео улогу капитена екипе. Гашић је сезону 2017/18. у Српској лиги Исток одиграо са просечном оценом 6,84, док је два пута пута бивао проглашен играчем утакмице. Такође, једном је изабран и за играча кола. Он је током исте сезоне неретко изводио пенале и слободне ударце, те је на тај начин постигао већи број погодака. Учинак од 10 голова у свим такмичењима, укључујући лигашки део и купове подсавеза, сврстао га је на друго место клупске листе стрелаца те сезоне, иза Алексе Андрејића. Тадашњи тренер екипе Трајала, Миљојко Гошић је у неким ситуацијама Гашића током утакмица померао у офанзивни део терена, где га је користио као најистуренијег нападача. Доласком Горана Лазаревића на место шефа струке Трајала, промењена је концепција игре, а Гашић је добио задатак да брани другу стативу приликом дефанзивних прекида. На утакмици 11. кола Прве лиге Србије за сезону 2018/19, Гашић је лоше проценио путању лопте приликом шута Филипа Антонијевића, што је довело до поготка за минималну победу гостујућег Телеоптика. У наредном колу, на гостовању ужичкој Слободи, Гашић је након корнера домаће екипе избио лопту са гол линије, чиме је Трајал сачувао вођство од 1ː0 до краја утакмице. Након промашеног једанаестерца Гашића, на утакмици против ивањичког Јавора у 20. колу такмичења, следећи казнени ударац за Трајал досуђен је два кола касније, а реализовао га је Немања Милисављевић за победу минималну над екипом Жаркова. Тренер Лазаревић је на неким утакмицама користио формацију 3-5-2.

## Статистика

### Клупска
Ажурирано 25. фебруар 2023.
|                      |          |                   |     |   |   |   |   |   |   |   |     |    |  |  |
| Младост Лучани       | 2013/14. | Прва лига Србије  | 3   | 0 | — | — | — | — | — | — | 3   | 0  |  |  |
| Младост Лучани       | 2014/15. | Суперлига Србије  | 3   | 0 | 1 | 0 | — | — | — | — | 4   | 0  |  |  |
| Младост Лучани       | Укупно   | Укупно            | 6   | 0 | 1 | 0 | — | — | — | — | 7   | 0  |  |  |
|                      |          |                   |     |   |   |   |   |   |   |   |     |    |  |  |
| Напредак Крушевац    | 2015/16. | Прва лига Србије  | 0   | 0 | 0 | 0 | — | — | — | — | 0   | 0  |  |  |
|                      |          |                   |     |   |   |   |   |   |   |   |     |    |  |  |
| Темнић (позајмица)   | 2015/16. | Српска лига Исток | 5   | 0 | — | — | — | — | 1 | 0 | 6   | 0  |  |  |
|                      |          |                   |     |   |   |   |   |   |   |   |     |    |  |  |
| Борац Чачак          | 2016/17. | Суперлига Србије  | 1   | 0 | 0 | 0 | — | — | — | — | 1   | 0  |  |  |
|                      |          |                   |     |   |   |   |   |   |   |   |     |    |  |  |
| Колубара (позајмица) | 2016/17. | Прва лига Србије  | 0   | 0 | 1 | 0 | — | — | — | — | 1   | 0  |  |  |
|                      |          |                   |     |   |   |   |   |   |   |   |     |    |  |  |
| Трајал               | 2016/17. | Зона Запад        | 0   | 0 | — | — | — | — | 0 | 0 | 0   | 0  |  |  |
| Трајал               | 2017/18. | Српска лига Исток | 25  | 6 | — | — | — | — | 3 | 4 | 28  | 10 |  |  |
| Трајал               | 2018/19. | Прва лига Србије  | 36  | 0 | 1 | 0 | — | — | 2 | 1 | 39  | 1  |  |  |
| Трајал               | 2019/20. | Прва лига Србије  | 4   | 0 | 0 | 0 | — | — | — | — | 4   | 0  |  |  |
| Трајал               | 2020/21. | Прва лига Србије  | 23  | 1 | 1 | 0 | — | — | — | — | 24  | 1  |  |  |
| Трајал               | 2021/22. | Српска лига Исток | 15  | 2 | 2 | 0 | — | — | 0 | 0 | 17  | 2  |  |  |
| Трајал               | 2022/23. | Прва лига Србије  | 0   | 0 | — | — | — | — | — | — | 0   | 0  |  |  |
| Трајал               | Укупно   | Укупно            | 103 | 9 | 4 | 0 | — | — | 5 | 5 | 112 | 14 |  |  |
|                      |          |                   |     |   |   |   |   |   |   |   |     |    |  |  |
| Каријера             | Каријера | Каријера          | 115 | 9 | 6 | 0 | — | — | 6 | 5 | 127 | 14 |  |  |
|                      |          |                   |     |   |   |   |   |   |   |   |     |    |  |  |

## Трофеји и награде
Младост Лучани
- Прва лига Србије: 2013/14.[170]

Напредак Крушевац
- Прва лига Србије: 2015/16.[22]

Темнић
- Куп Расинског округа: 2016.[43]

Трајал
- Српска лига Исток (2): 2017/18,[71] 2021/22.[171]
- Куп Града Крушевца: 2018.[65]
- Куп Расинског округа (2): 2018,[67] 2022.[172]
- Куп региона Јужне и источне Србије: 2018.[73]

## Приватно
Милан Гашић је рођен у Крушевцу као средњи од тројице синова Ирене и Братислава Гашића. Миланова браћа, Владан и Никола, такође се баве фудбалом, док је његов стриц, Бобан, привредник и функционер. Средњошколско образовање Милан Гашић је стекао у крушевачкој Гимназији, након чега је уписао студије на Мегатренд универзитету у Београду. Поседује теретану у родном граду. Свог оца доживљава као идеал и ослонац у животу. У фебруару 2021, Милан је са супругом добио сина Матију.

## Контроверзе
Тада сам имао 20 година. Када сам ушао у свлачионицу, то су све били играчи које сам гледао на ТВ-у. Пре тога нисам имао искуства са Суперлигом. Сваки играч је био коректан према мени, од првог до последњег. Када сам изашао са првог тренинга, имао сам 100 порука. Схватио сам, одмах, о чему се ради и да је све то већ објављено свуда. Сутра ујутру сам купио све новине могуће на трафици, на свим насловним странама сам био. Океј. Други дан, опет исто. Трећи дан исто. Четврти дан, одем на тренинг и каже ми економ: „Данас се не скидаш!“ Ја питам зашто, тако су рекли одозго.

Ко зна и да сам ја остао даље тамо, шта би се после дешавало? И рекао сам да сам тад ушао на Маракану и никад више у животу. И ево, сада је 2019, нисам крочио тамо. Јесам једном, када сам играо. После тога ме је звао брат да гледамо ЦСКА, Арсенал и сада ПСЖ, Наполи, ово-оно, рекао сам не. И стварно нисам отишао отад ниједном. Навијам за Звезду, нормално, али... Пратим некад у Пиониру, баскет, али ово не.

—Милан Гашић, о боравку у Црвеној звезди, интервју 2019.
Гашић је широј јавности постао познат почетком 2014. године, када се појавио на тренингу екипе Црвене звезде. Након краткотрајних непознаница у вези са тим случајем, откривено је да се ради о сину тадашњег градоначелника Крушевца и високог функционера Српске напредне странке, Братислава Гашића. Челници клуба такав потез образложили су флоскулом да Свако ко жели може да дође на пробу у Звезду. Део навијача и присталица клуба тај догађај је окарактерисао као непотизам и злоупотребу политичког положаја, што се практично манифестовало исписивањем графита текстуалне садржине Страначка деца летеће на кеца у близини службеног улаза на западној трибини Звездиног стадиона. Услед негативних реакција у вези са евентуалним ангажманом његовог сина у том клубу, Братислав Гашић је испред стадиона одржао импровизовану конференцију за штампу. Негирао је политичку позадину целог случаја, те нагласио да је Милан у клуб стигао посредством менаџера. На крају, према речима Братислава Гашића, долазак његовог сина у клуб реализован је као исход договора са Небојшом Човићем, тадашњим чланом управног одбора Црвене звезде. Милан је непосредно након тога напустио клуб. Недуго затим, током Милановог ангажмана у Младости из Лучана, поједини медији су писали о могућем сукобу интереса. Указано је на то да је Радош Миловановић, иначе отац тренера екипе Младости, Ненада Миловановића, директор предузећа „Милан Благојевић – Наменска“, чији је производни програм претежно намењен Министарству одбране Републике Србије на чијем се челу тада налазио Братислав Гашић. Убрзо по свом повратку у фудбалски клуб Трајал, Милан се придружио свом старијем брату, Владану у вођењу клуба, а након регистрације за клуб преузео је капитенску траку на почетку сезоне 2017/18. Током исте сезоне прихватио је и улогу спортског директора, чиме је преузео двоструку функцију у клубу. Тако су играчки кадар углавном формирали фудбалери које је Гашић познавао од раније. Након пораза Трајала од екипе Телеоптика у 11. колу Прве лиге Србије за сезону 2018/19, проузрокованог директном грешком Гашића, појавила су се нагађања о могућем намештеном исходу утакмице. Гашић је на конференцији за штампу, пред утакмицу наредног кола, негирао такву могућност, а ситуацију описао као случајну грешку.
Гашић је на утакмици 16. кола Прве лиге, против Бежаније стартовао отвореним ђоном на противничког фудбалера, Крсту Бојића, након чега му је судија Ђорђе Максимовић доделио жути картон. Утакмица је после вишеминутног прекида настављена, док се Гашић по њеном завршетку физички сукобио са играчем Бежаније, Стефаном Филиповићем. Након сусрета 28. кола Прве лиге Србије исте сезоне, између Златибора и београдског Синђелића, на којој је домаћин победио резултатом 2ː0, Милан Гашић је изразио сумњу у регуларност такмичења. Нагласио је да постоје клубови који међусобно размењују бодове, те да је исход појединих утакмица унапред договорен. Догађај је уредно регистрован у Фудбалском савезу Србије, док је председник чајетинског клуба, Вељко Радуловић, негирао постојање било каквих контроверзи у вези са тим сусретом. Екипа Златибора је на тај начин остварила прву победу након пет везаних пораза у прволигашком такмичењу и тиме изборила пласман у прву половину табеле пред почетак доигравања. Током утакмице последњег кола регуларног дела сезоне 2018/19, на гостовању Новом Пазару, догодили су се инциденти, услед чега су се оба клуба огласила саопштењима. Председник Трајала, Владан Гашић, оценио је да су судије биле наклоњене домаћој екипи и да нису санкционисале грубе прекршаје над играчима његовог клуба. Указао је на непријатељски однос публике, вређање на националној и верској основи, гађање са трибина, као и на нетрпељивост према гесту његовог млађег брата, Милана, услед његовог поздрава са три прста. Управни одбор Новог Пазара негирао је тврдње Гашића, док је као разлог за ескалацију инцидента означено непристојно гестикулирање капитена гостујуће екипе усмерено ка публици, укључујући показивање лактова и држање у пределу препона. Наглашено је постојање снимка целог догађаја, са свим детаљима и спорним моментима.
Након повреде кичме и вишемесечног опоравка, Гашић се на терен вратио у октобру 2019. Тада је потписао изјаву да игра на сопствену одговорност, упркос препорукама лекара. Истовремено је упутио критике на рачун залагања млађих саиграча због једанаест узастопних утакмица без победе и констатовао да екипа нема вођу на терену, односно ауторитет какав он поседује као капитен.